# Seno Skyring

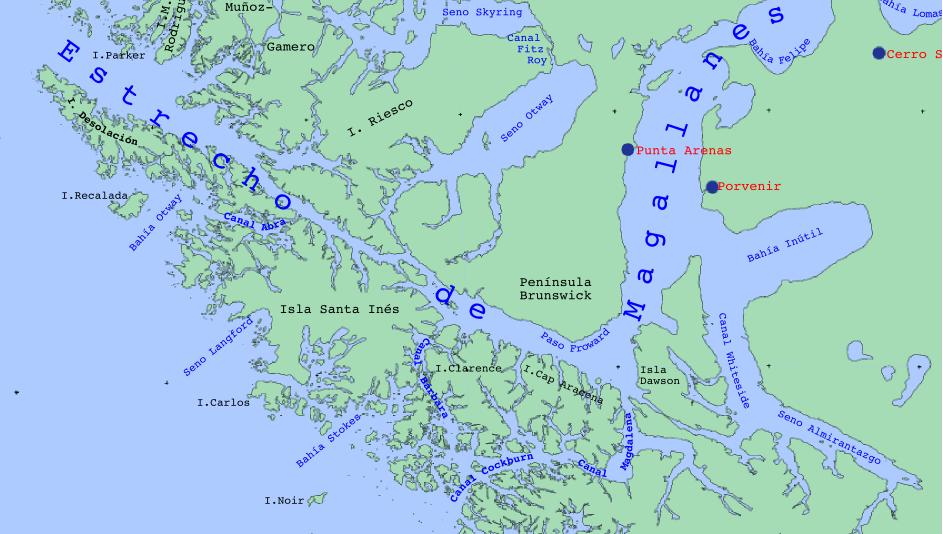
Ubicación del seno Skyring (arriba, al centro)

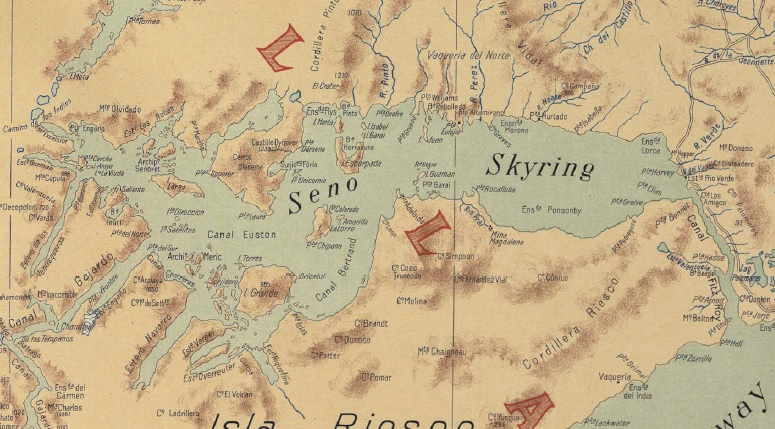
Detalle del seno Skyring según el Atlas Centenario (1910)

El seno Skyring es un gran seno continental chileno que se ubica al norte de la isla Riesco, en la región de Magallanes y de la Antártica Chilena. Este curso de agua natural ocupa un valle bloqueado por una lengua glaciar que dejó el retiro de un glaciar durante el último periodo glacial. A pesar de estar localizado al este de los Andes, el seno está conectado al Pacífico por el estrecho de Magallanes, a través de fiordos que entrecortan el macizo andino patagónico. El seno Skyring está también hidrológicamente conectado con el seno Otway a través del canal Fitz Roy. Mide aproximadamente 80 km en su eje más largo, el cual está orientado en dirección este-oeste, y promedia entre 13 y 16 km de ancho.
La porción oriental del seno está rodeada por parajes bajos, de suaves colinas y escasos árboles, mientras su porción occidental está caracterizada por un abrupto litoral profundamente cortado por fiordos y bahías, y salpicados por un número importante de islas, siendo las mayores isla Grande e isla Escarpada.
Recibe su nombre de William George Skyring, oficial de la Armada Británica que tuvo un destacado desempeño como segundo comandante, teniente y ayudante del oficial hidrógrafo del HMS Beagle entre los años 1826 y 1830 durante su comisión de levantamiento hidrográfico en la parte meridional de América del Sur.
Jorge Boonen lo llamaba en 1897 "Aguas del Despejo".: 216 
Luis Risopatrón lo describe en su Diccionario Jeográfico de Chile de 1924:: 847 
Skyring (Aguas de) 52° 35' 72° 00' Es de fondos moderados i regulares en la sección E, que ofrece costas abiertas, con grandes llanadas o lomajes suaves cubiertos de pasto i mui poco bosque, mientras que la sección W presenta profundidades de hasta 633 m i está recortada por numerosos estuarios, rodeados de montañas altas i escarpadas, que encierran valles angostos, en los cuales, así como en las faldas de los cerros, crece un bosque tupido i frondoso; no tiene mariscos en sus riberas i la diferencia de nivel de sus aguas, es aproximadamente de 0,1 a 0,5 m. Se estienden entre el continente i la isla Riesco i desagua, en la parte E por el canal Fitz-Roy, a las aguas de Otway i en la parte W, por el canal Gajardo, al golfo de Jaultegua. Fueron descubiertas por el capitán Fitz-Roy el 16 de mayo de 1829 i bautizadas con el apellido de su teniente William George Skyring. 1, xxii, p. 296; i xxvi, p. 296, 361 i 368; water en 35, i, carta de Arrowsmith (1839); i seno en 1, v, p. 37, 50 i 54; i xxvi, carta 111; i 156; i golfo en 155, p. 764.